# قائمة المواضيع المنسوبة إلى أرثور كايلي
فيما يلي قائمة المواضيع المنسوبة إلى أرثور كايلي (1821-1895).
- Cayley absolute
- جبر كايلي
- كايلي computer جبر system
- كايلي diagrams – used for finding cognate linkages in هندسة ميكانيكية
- كايلي graph
- كايلي numbers
- كايلي plane
- كايلي table
- كايلي transform
- Cayleyan
- كايلي–Bacharach theorem
- كايلي–Dickson construction
- مبرهنة كايلي-هاميلتون في الجبر الخطي
- كايلي–Klein metric
- كايلي–Klein model of هندسة زائدية
- كايلي–Menger determinant
- كايلي–Purser algorithm
- كايلي's formula
- كايلي's mousetrap — a card game
- كايلي's nodal cubic surface
- كايلي's ruled cubic surface
- كايلي's theorem
- كايلي's Ω process
- Chasles–كايلي–Brill formula
- جبر Grassmann–كايلي
- The crater كايلي on the القمر